# IC 4398
IC 4398 је спирална галаксија у сазвјежђу Волар која се налази на листи објеката дубоког неба у Индекс каталогу.
Деклинација објекта је + 28° 51' 58" а ректасцензија 14h 18m 3,3s. Привидна величина (магнитуда) објекта IC 4398 износи 14,5 а фотографска магнитуда 15,3. IC 4398 је још познат и под ознакама MCG 5-34-13, CGCG 163-20, PGC 51082.